# Dziedzickia dubitans
Dziedzickia dubitans är en tvåvingeart som beskrevs av Lane 1954. Dziedzickia dubitans ingår i släktet Dziedzickia och familjen svampmyggor. Inga underarter finns listade i Catalogue of Life.